# 橋本博且
橋本 博且（はしもと ひろかつ、1985年12月18日 - ）は、熊本県熊本市出身のバドミントン選手。バドミントン日本代表ナショナルチームに選出されている。

## 主な成績
国内大会
- 2009年
  - 全日本総合バドミントン選手権大会男子ダブルス優勝
  - 日本ランキングサーキット男子ダブルス優勝
- 2010年
  - 全日本総合バドミントン選手権大会男子ダブルス優勝
- 2011年
  - 全日本総合バドミントン選手権大会男子ダブルス優勝
- 2012年
  - 全日本総合バドミントン選手権大会男子ダブルス準優勝
- 2013年
  - 全日本総合バドミントン選手権大会男子ダブルス準優勝
- 2013年
  - 全日本社会人選手権大会男子ダブルス優勝
- 2014年
  - 全日本総合バドミントン選手権大会男子ダブルス準優勝
- 2015年
  - 全日本総合バドミントン選手権大会男子ダブルスベスト8

国際大会
- 2009年
  - ニュージーランド・オープン男子ダブルス準優勝
  - 大阪インターナショナルチャレンジ男子ダブルス準優勝
- 2010年
  - 大阪インターナショナルチャレンジ男子ダブルス優勝
  - オランダ・オープン男子ダブルス3位
  - トマス杯3位
- 2011年
  - オーストラリア・オープン 混合ダブルス 準優勝
  - アジア選手権男子ダブルス準優勝
  - インド・オープン男子ダブルス優勝　＊日本代表男子初のスーパーシリーズ優勝[1]
  - フランス・オープン 男子ダブルス ベスト4
  - スーパーシリーズファイナルズ2011 男子ダブルス出場 （グループリーグ1勝2敗）[2]
- 2012年
  - マレーシア・オープン（スーパーシリーズ）男子ダブルス ベスト4
  - 全英オープン 男子ダブルス ベスト4
- 2013年
  - デンマーク・オープン 男子ダブルス ベスト8
- 2014年
  - トマス杯 優勝

※上記成績のダブルスのパートナーは男子ダブルスが平田典靖、混合ダブルスが藤井瑞希